# Казаков, Пётр Иванович
Пётр Иванович Казаков (20 октября 1909, посёлок Сухтелинский, Новолинейный район, Оренбургская губерния, Российская империя — 24 января 1945, Бриг, Генерал-губернаторство Польша, Нацистская Германия) — капитан Рабоче-крестьянской Красной Армии, участник Великой Отечественной войны, Герой Советского Союза (1945).

## Биография
Пётр Казаков родился 20 октября 1909 года в посёлке Сухтелинский (ныне — Верхнеуральский район Челябинской области). Окончил шесть классов школы. В 1930—1933 годах проходил службу в Рабоче-крестьянской Красной Армии. После демобилизации проживал в Магнитогорске, работал на Магнитогорском металлургическом комбинате стрелочником, дежурным по товарной станции. В августе 1939 года Казаков повторно был призван в армию. Участвовал в боях на Халхин-Голе. Демобилизовавшись, он вернулся в Магнитогорск. В июне 1941 года Казаков в третий раз был призван в армию. Окончил курсы младших лейтенантов. С октября 1941 года — на фронтах Великой Отечественной войны. Участвовал в битве за Москву, Курской битве, в том числе в Прохоровском сражении, освобождении Украинской ССР и Польши. К январю 1945 года гвардии капитан Пётр Казаков командовал батальоном 42-го гвардейского стрелкового полка 13-й гвардейской стрелковой дивизии 5-й гвардейской армии 1-го Украинского фронта.
24 января 1945 года батальон Казакова одним из первых переправился через Одер и захватил плацдарм на его западном берегу в районе города Бриг (ныне — Бжег). Противник предпринял ряд ожесточённых контратак, но все они успешно были отражены. Во время отражения очередной контратаки Казаков погиб. Похоронен в Ченстохове.
Указом Президиума Верховного Совета СССР от 27 июня 1945 года за «образцовое выполнение боевых заданий командования на фронте борьбы с немецкими захватчиками, успешное форсирование Одера, прочное закрепление плацдарма на его западном берегу и проявленные при этом отвагу и геройство» гвардии капитан Пётр Казаков посмертно был удостоен высокого звания Героя Советского Союза. Также был награждён орденами Ленина, Красного Знамени, Отечественной войны 2-й степени, Александра Невского и медалью. Навечно зачислен в списки личного состава воинской части.
В честь Казакова названа улица в Магнитогорске.